# Nesochrysa rubeola
Nesochrysa rubeola är en insektsart som först beskrevs av Bo Tjeder 1966.  Nesochrysa rubeola ingår i släktet Nesochrysa och familjen guldögonsländor. Inga underarter finns listade i Catalogue of Life.